# Laurabuc
Laurabuc  est une commune française, située dans le nord-ouest du département de l'Aude en région Occitanie.
Sur le plan historique et culturel, la commune fait partie du Lauragais, l'ancien « Pays de Cocagne », lié à la fois à la culture du pastel et à l’abondance des productions, et de « grenier à blé du Languedoc ». Exposée à un climat méditerranéen, elle est drainée par le ruisseau de Mairevieille, le ruisseau de Rivaillère, le ruisseau de Tiradourès et par un autre cours d'eau. La commune possède un patrimoine naturel remarquable : un site Natura 2000 (le « piège et collines du Lauragais ») et une zone naturelle d'intérêt écologique, faunistique et floristique.
Laurabuc est une commune rurale qui compte 411 habitants en 2022. Elle fait partie de l'aire d'attraction de Castelnaudary. Ses habitants sont appelés les Laurabuciens ou Laurabuciennes.

## Géographie
Commune de l'aire urbaine de Castelnaudary située dans la Piège en Lauragais

### Communes limitrophes
Laurabuc est limitrophe de cinq autres communes.
Les communes limitrophes sont  Laurac, Mireval-Lauragais, Pexiora, Saint-Martin-Lalande et Villasavary.
|                   | Saint-Martin-Lalande |             |
| Mireval-Lauragais | Laurabuc             | Pexiora     |
|                   | Laurac               | Villasavary |

### Géologie et relief
La superficie de la commune est de 804 hectares ; son altitude varie de 143  à   231 mètres.
Le territoire de la commune est presque entièrement situé dans la plaine de Castelnaudary qui forme un large couloir fertile du seuil de Naurouze à Carcassonne. Sur les 804 hectares de la commune, près de 700 sont des terres cultivables qui produisent essentiellement des céréales. Le village est blotti dans un vallon entre deux collines (la colline du Moulin et celle du Calvaire) sur la première ligne de relief de la Piège, à l'extrémité occidentale du territoire communal.

### Voies de communication et transports
L'autoroute A61 traverse le territoire de la commune au nord-est.

### Hydrographie
La commune est dans la région hydrographique « Côtiers méditerranéens », au sein du bassin hydrographique Rhône-Méditerranée-Corse. Elle est drainée par le ruisseau de Mairevieille, le ruisseau de Rivaillère, le ruisseau de Tiradourès et le ruisseau de Saint-Jean de Laval, qui constituent un réseau hydrographique de 8 km de longueur totale,.

### Climat
Pour des articles plus généraux, voir Climat de l'Occitanie et Climat de l'Aude.
En 2010, le climat de la commune est de type climat du Bassin du Sud-Ouest, selon une étude s'appuyant sur une série de données couvrant la période 1971-2000. En 2020, Météo-France publie une typologie des climats de la France métropolitaine dans laquelle la commune est exposée à un climat océanique altéré et est dans la région climatique Aquitaine, Gascogne, caractérisée par une pluviométrie abondante au printemps, modérée en automne, un faible ensoleillement au printemps, un été chaud (19,5 °C), des vents faibles, des brouillards fréquents en automne et en hiver et des orages fréquents en été (15 à 20 jours).
Pour la période 1971-2000, la température annuelle moyenne est de 13,3 °C, avec une amplitude thermique annuelle de 15,8 °C. Le cumul annuel moyen de précipitations est de 715 mm, avec 10,2 jours de précipitations en janvier et 5,4 jours en juillet. Pour la période 1991-2020, la température moyenne annuelle observée sur la station météorologique la plus proche, située sur la commune de Castelnaudary à 8 km à vol d'oiseau, est de 14,1 °C et le cumul annuel moyen de précipitations est de 707,4 mm,. Pour l'avenir, les paramètres climatiques de la commune estimés pour 2050 selon différents scénarios d'émission de gaz à effet de serre sont consultables sur un site dédié publié par Météo-France en novembre 2022.

### Milieux naturels et biodiversité

#### Réseau Natura 2000

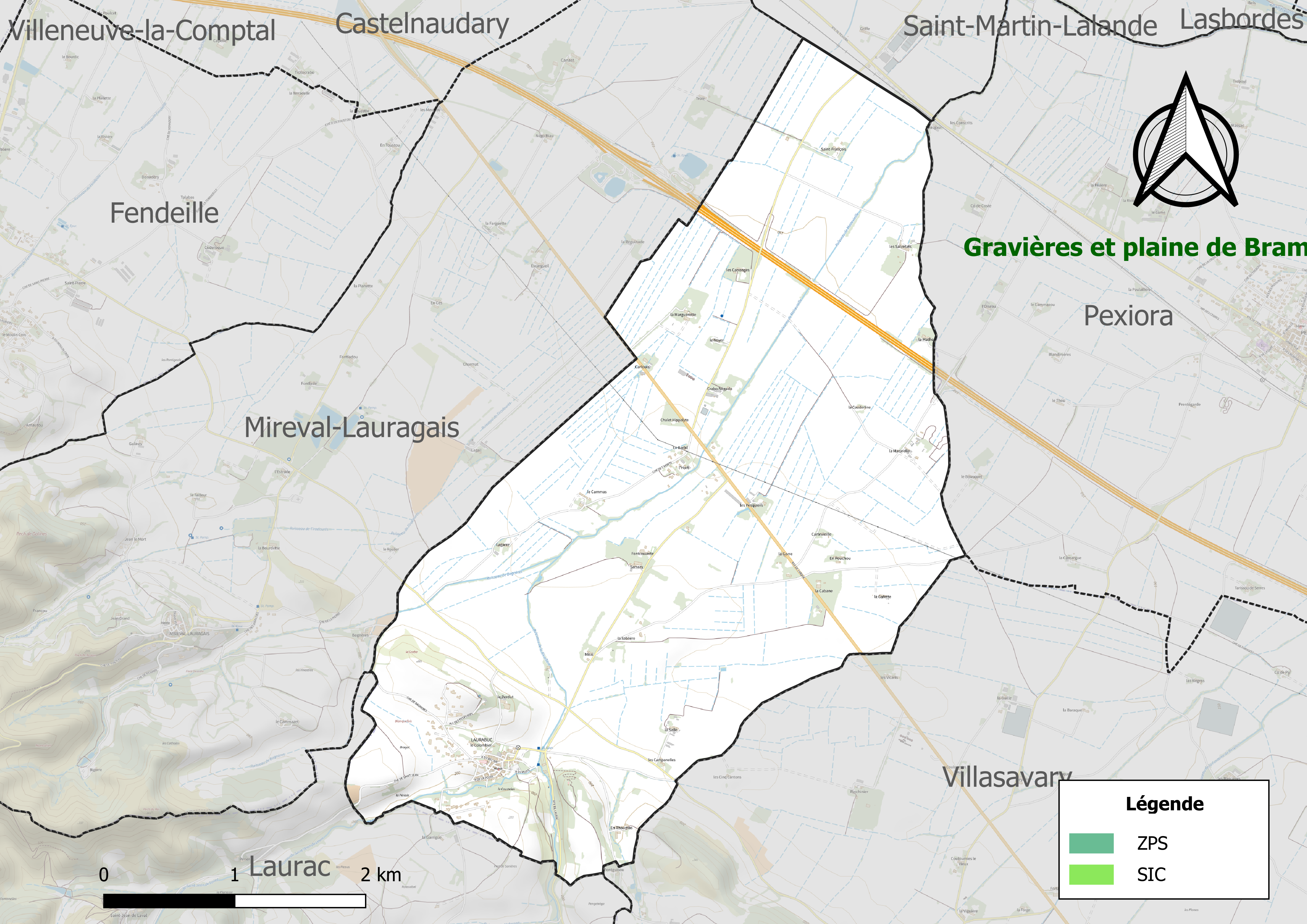
Sites Natura 2000 sur le territoire communal.

Le réseau Natura 2000 est un réseau écologique européen de sites naturels d'intérêt écologique élaboré à partir des directives habitats et oiseaux, constitué de zones spéciales de conservation (ZSC) et de zones de protection spéciale (ZPS). 
Un site Natura 2000 a été défini sur la commune au titre  de la directive oiseaux : le « piège et collines du Lauragais », d'une superficie de 31 216 ha, ayant une position de transition entre la Montagne noire et les premiers contreforts pyrénéens et on y voir donc régulièrement des espèces à grand domaine vital soit en chasse, soit à la recherche soit de sites de nidification : le Vautour fauve, l'Aigle royal, le Faucon pèlerin sont ainsi plus ou moins régulièrement observés sur le territoire concerné.

#### Zones naturelles d'intérêt écologique, faunistique et floristique

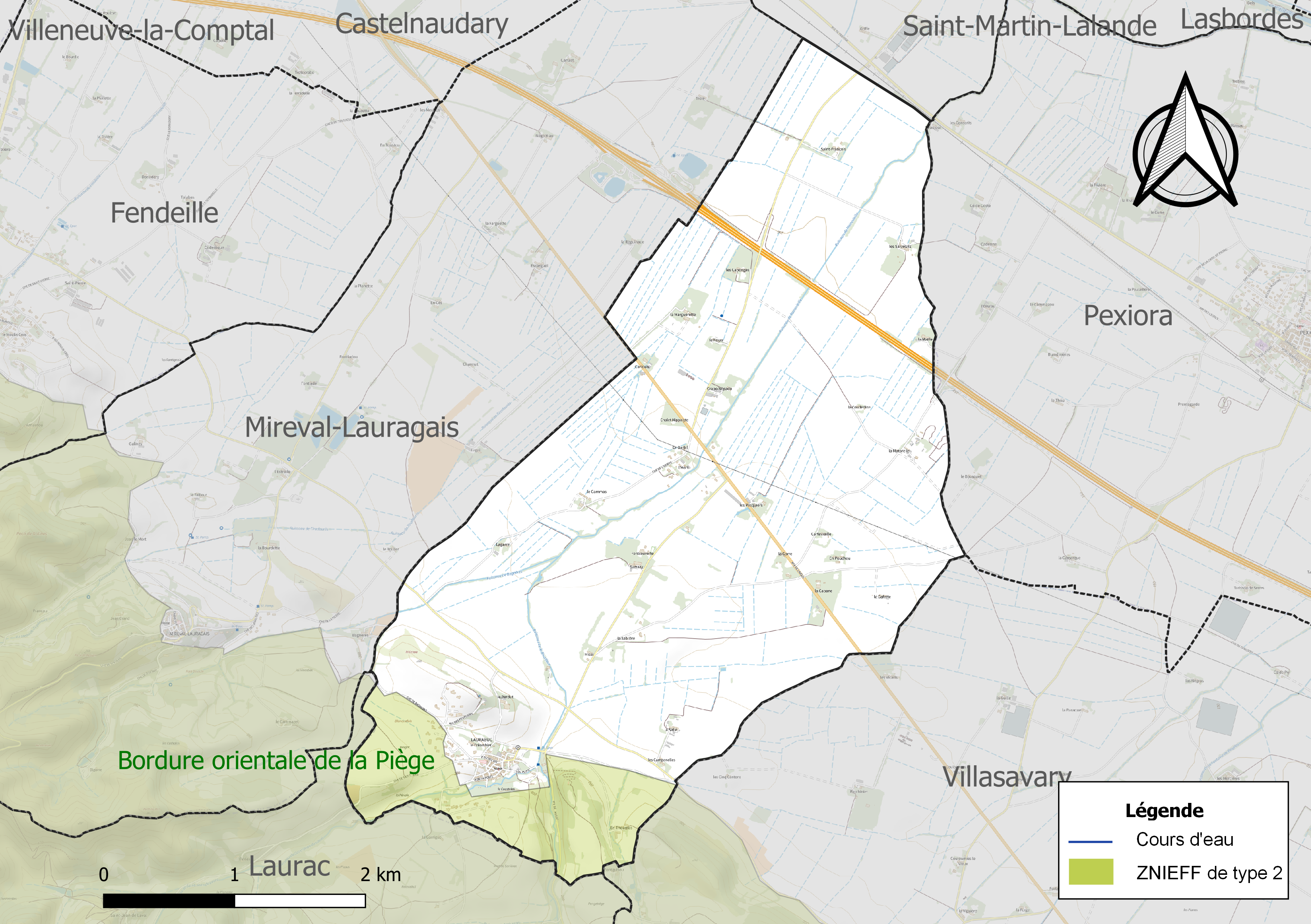
Carte de la ZNIEFF de type 2 localisée sur la commune.

L’inventaire des zones naturelles d'intérêt écologique, faunistique et floristique (ZNIEFF) a pour objectif de réaliser une couverture des zones les plus intéressantes sur le plan écologique, essentiellement dans la perspective d’améliorer la connaissance du patrimoine naturel national et de fournir aux différents décideurs un outil d’aide à la prise en compte de l’environnement dans l’aménagement du territoire.
Une ZNIEFF de type 2 est recensée sur la commune :
la « bordure orientale de la Piège » (11 102 ha), couvrant 22 communes du département.

## Urbanisme

### Typologie
Au 1er janvier 2024, Laurabuc est catégorisée commune rurale à habitat dispersé, selon la nouvelle grille communale de densité à 7 niveaux définie par l'Insee en 2022.
Elle est située hors unité urbaine. Par ailleurs la commune fait partie de l'aire d'attraction de Castelnaudary, dont elle est une commune de la couronne,. Cette aire, qui regroupe 34 communes, est catégorisée dans les aires de moins de 50 000 habitants,.

### Occupation des sols
L'occupation des sols de la commune, telle qu'elle ressort de la base de données européenne d’occupation biophysique des sols Corine Land Cover (CLC), est marquée par l'importance des territoires agricoles (97 % en 2018), en diminution par rapport à 1990 (100 %). La répartition détaillée en 2018 est la suivante : terres arables (66 %), zones agricoles hétérogènes (31 %), zones urbanisées (3 %). L'évolution de l’occupation des sols de la commune et de ses infrastructures peut être observée sur les différentes représentations cartographiques du territoire : la carte de Cassini (XVIIIe siècle), la carte d'état-major (1820-1866) et les cartes ou photos aériennes de l'IGN pour la période actuelle (1950 à aujourd'hui).

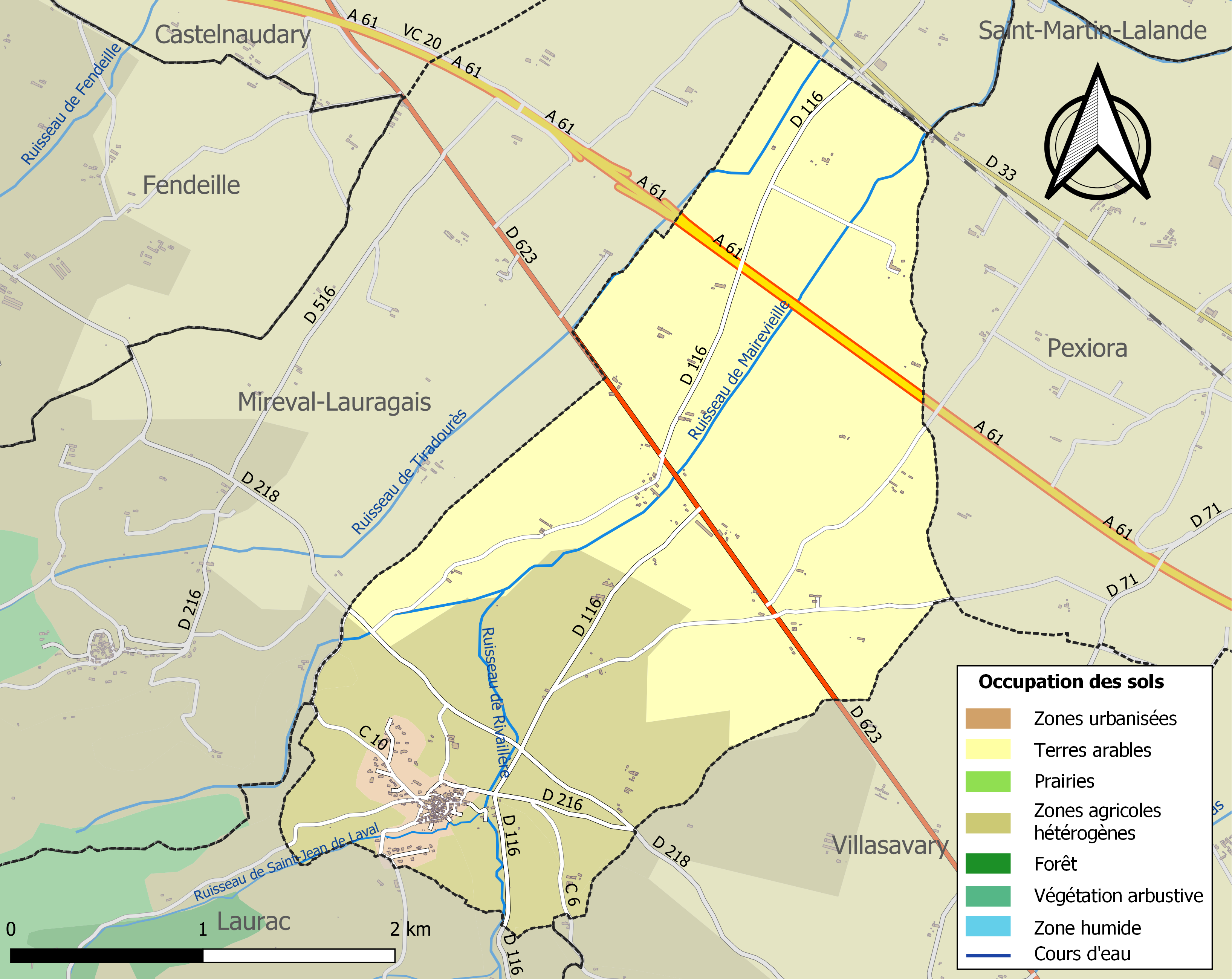
Carte des infrastructures et de l'occupation des sols de la commune en 2018 (CLC).

### Risques majeurs
Le territoire de la commune de Laurabuc est vulnérable à différents aléas naturels : météorologiques (tempête, orage, neige, grand froid, canicule ou sécheresse), inondations et séisme (sismicité très faible). Il est également exposé à un risque technologique,  le transport de matières dangereuses. Un site publié par le BRGM permet d'évaluer simplement et rapidement les risques d'un bien localisé soit par son adresse soit par le numéro de sa parcelle.

#### Risques naturels
Certaines parties du territoire communal sont susceptibles d’être affectées par le risque d’inondation par débordement de cours d'eau, notamment La commune a été reconnue en état de catastrophe naturelle au titre des dommages causés par les inondations et coulées de boue survenues en 1982, 1992 et 2009,.

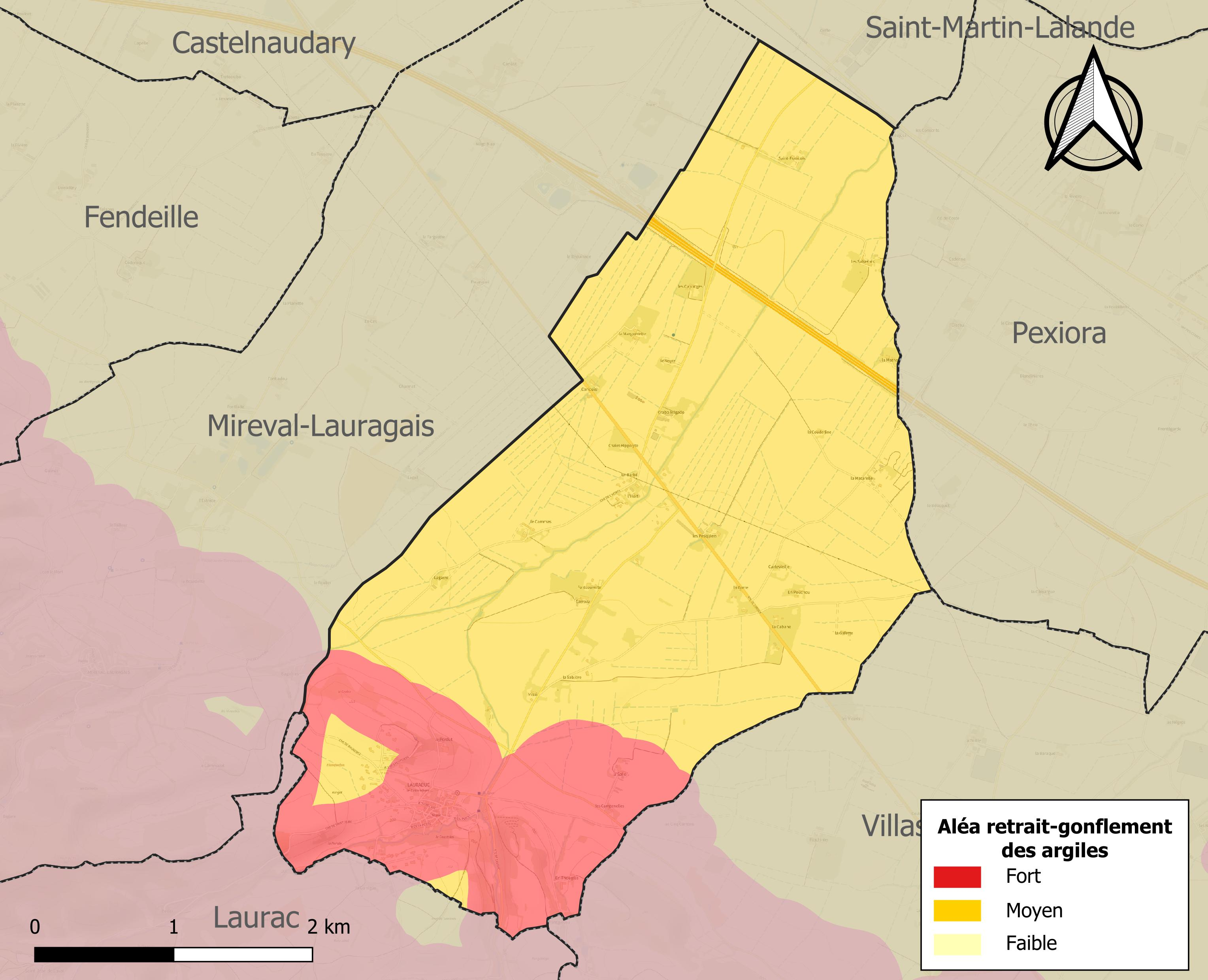
Carte des zones d'aléa retrait-gonflement des sols argileux de Laurabuc.

Le retrait-gonflement des sols argileux est susceptible d'engendrer des dommages importants aux bâtiments en cas d’alternance de périodes de sécheresse et de pluie. La totalité de la commune est en aléa moyen ou fort (75,2 % au niveau départemental et 48,5 % au niveau national). Sur les 207 bâtiments dénombrés sur la commune en 2019, 207 sont en aléa moyen ou fort, soit 100 %, à comparer aux 94 % au niveau départemental et 54 % au niveau national. Une cartographie de l'exposition du territoire national au retrait gonflement des sols argileux est disponible sur le site du BRGM,.

#### Risques technologiques
Le risque de transport de matières dangereuses sur la commune est lié à sa traversée par une route à fort trafic. Un accident se produisant sur une telle infrastructure est en effet susceptible d’avoir des effets graves au bâti ou aux personnes jusqu’à 350 m, selon la nature du matériau transporté. Des dispositions d’urbanisme peuvent être préconisées en conséquence.

## Histoire
La plaine de Laurabuc est habitée dès la Préhistoire (âge du bronze et âge du fer). Les traces d'une ferme gallo-romaine ont été identifiées à Sarrazy. Au cours du Moyen Âge, le village de Laurabuc se développe autour du château (dont le donjon correspond à l'emplacement de l'église actuelle), il a une forme semi-circulaire. La seigneurie de Laurabuc est placée sous la dépendance de celle de Laurac, capitale du Lauragais. Au centre du pays cathare, Laurabuc va connaître l'invasion des seigneurs du Nord de la France lors de la croisade des Albigeois à partir de 1209. Ainsi Simon de Montfort s'empare-t-il de Laurac en 1211, et exproprie-t-il le seigneur Aymeri. Après la croisade, le Lauragais tombe sous l'autorité du roi de France.
À partir du XIVe siècle, la paroisse de Laurabuc est placée sous l'autorité de l'évêque de Saint-Papoul (évêché crée en 1308). Au XVIe siècle, les guerres de Religion vont toucher Laurabuc qui est prise par les protestants en juin 1573. En 1575, l'armée catholique reprend le village. Au XIXe siècle, à la suite d'une épidémie de choléra qui atteint la France en 1832, et la région de Castelnaudary dans l'été 1835, puis réapparaît plusieurs fois, le chanoine Bize, curé de Laurabuc, fait promettre à ses paroissiens de construire un calvaire si le village est épargné (l'épidémie avait atteint Pexiora, la commune voisine). Le vœu est exaucé, et en 1854 les 14 chapelles du chemin de croix, construites en pierres de taille qu'on a fait venir de Beaucaire par le canal du Midi, sont installées sur la colline voisine du village. Une  grande chapelle est érigée en haut du calvaire en 1871, puis trois grandes croix dominent l'ensemble en 1885. Au début du XXe siècle, Laurabuc est une commune active peuplée de plus de 500 habitants, avec de nombreux artisans, trois cafés (dont l'un avec un petit hôtel), deux écoles publiques. Dans la plaine, les terres sont en partie possédées par des familles de la noblesse (par exemple, les familles d'Arellano héritière de la famille du marquis de Las Cases, compagnon de Napoléon Ier à Sainte-Hélène, Ramière de Fortanier, ou D'Herbès) ou de la grande bourgeoisie (M. Blagé, directeur de la compagnie des chemins de fer du Midi à La Marguerette). Ces familles vivent dans des châteaux entourés de parcs boisés, à côté des fermes  qui sont le plus souvent des métairies, la plus grande partie des terres est exploitée en métayage, le reste par de petits propriétaires de la commune.  Le XXe siècle est marqué par un long déclin démographique lié à l'exode rural, Laurabuc perd progressivement tous ses commerces et ses écoles. Cependant depuis 1990 et surtout le début du [XXIe siècle, Laurabuc connait une reprise importante, grâce de sa situation privilégiée, au calme, à proximité de Castelnaudary, et d'un accès autoroutier.

### Les Hospitaliers
Les actes notariés des XIIe, XIIIe et XIVe siècles, montrent que de riches terres agricoles de la paroisse (appelée Saint-Pierre-de-Laurabuc dans la plaine, ce nom correspond encore à un lieu-dit au centre du territoire de la commune) sont acquises  par les seigneurs de Laurac, par le monastère dominicain de Prouille, et surtout par la commanderie de l'ordre de Saint-Jean de Jérusalem) qui était implantée à Pexiora.

## Politique et administration

### Administration municipale
Le nombre d'habitants au recensement de 2011 étant compris entre 100 et 499, le nombre de membres du conseil municipal pour l'élection de 2014 est de onze,.

### Rattachements administratifs et électoraux
Commune faisant partie de l'arrondissement de Carcassonne de la communauté de communes Castelnaudary Lauragais Audois et du canton de la Piège au Razès (avant le redécoupage départemental de 2014, Laurabuc faisait partie de l'ex-canton de Castelnaudary-Sud).

### Liste des maires
| Période                                  | Période   | Identité      | Étiquette | Qualité |
| ---------------------------------------- | --------- | ------------- | --------- | ------- |
| mars 2001                                | mars 2008 | Serge Salvat  |           |         |
| mars 2008                                | 2014      | Omar Ait Mouh |           |         |
| Les données manquantes sont à compléter. |           |               |           |         |

## Population et société

### Démographie
L'évolution du nombre d'habitants est connue à travers les recensements de la population effectués dans la commune depuis 1793. Pour les communes de moins de 10 000 habitants, une enquête de recensement portant sur toute la population est réalisée tous les cinq ans, les populations de référence des années intermédiaires étant quant à elles estimées par interpolation ou extrapolation. Pour la commune, le premier recensement exhaustif entrant dans le cadre du nouveau dispositif a été réalisé en 2008.

En 2022, la commune comptait 411 habitants, en évolution de +0,24 % par rapport à 2016 (Aude : +2,65 %, France hors Mayotte : +2,11 %).
| 1793 | 1800 | 1806 | 1821 | 1831 | 1836 | 1841 | 1846 | 1851 |
| ---- | ---- | ---- | ---- | ---- | ---- | ---- | ---- | ---- |
| 621  | 558  | 672  | 651  | 637  | 623  | 607  | 608  | 631  |

| 1856 | 1861 | 1866 | 1872 | 1876 | 1881 | 1886 | 1891 | 1896 |
| ---- | ---- | ---- | ---- | ---- | ---- | ---- | ---- | ---- |
| 610  | 615  | 564  | 583  | 561  | 530  | 508  | 468  | 506  |

| 1901 | 1906 | 1911 | 1921 | 1926 | 1931 | 1936 | 1946 | 1954 |
| ---- | ---- | ---- | ---- | ---- | ---- | ---- | ---- | ---- |
| 483  | 483  | 460  | 408  | 436  | 420  | 384  | 351  | 332  |

| 1962 | 1968 | 1975 | 1982 | 1990 | 1999 | 2006 | 2008 | 2013 |
| ---- | ---- | ---- | ---- | ---- | ---- | ---- | ---- | ---- |
| 292  | 249  | 368  | 359  | 288  | 308  | 370  | 388  | 403  |

| 2018 | 2022 | - | - | - | - | - | - | - |
| ---- | ---- | - | - | - | - | - | - | - |
| 415  | 411  | - | - | - | - | - | - | - |

| selon la population municipale des années : | 1968 | 1975 | 1982 | 1990 | 1999 | 2006 | 2009 | 2013 |
| Rang de la commune dans le département      | 180  | 125  | 139  | 164  | 169  | 157  | 156  | 162  |
| Nombre de communes du département           | 439  | 436  | 435  | 437  | 438  | 438  | 438  | 438  |

## Économie

### Revenus
En 2018  (données Insee publiées en septembre 2021), la commune compte 170 ménages fiscaux, regroupant 410 personnes. La médiane du revenu disponible par unité de consommation est de 21 270 € (19 240 € dans le département).

### Emploi
| Division       | 2008   | 2013   | 2018   |
| -------------- | ------ | ------ | ------ |
| Commune        | 8,7 %  | 11,9 % | 9,9 %  |
| Département    | 10,2 % | 12,8 % | 12,6 % |
| France entière | 8,3 %  | 10 %   | 10 %   |

En 2018, la population âgée de 15 à 64 ans s'élève à 273 personnes, parmi lesquelles on compte 71,8 % d'actifs (61,9 % ayant un emploi et 9,9 % de chômeurs) et 28,2 % d'inactifs,. En  2018, le taux de chômage communal (au sens du recensement) des 15-64 ans est inférieur à celui de la France et du département, alors qu'en 2008 il était supérieur à celui de la France.
La commune fait partie de la couronne de l'aire d'attraction de Castelnaudary, du fait qu'au moins 15 % des actifs travaillent dans le pôle,. Elle compte 15 emplois en 2018, contre 29 en 2013 et 28 en 2008. Le nombre d'actifs ayant un emploi résidant dans la commune est de 170, soit un indicateur de concentration d'emploi de 8,8 % et un taux d'activité parmi les 15 ans ou plus de 56 %.
Sur ces 170 actifs de 15 ans ou plus ayant un emploi, 11 travaillent dans la commune, soit 7 % des habitants. Pour se rendre au travail, 91,8 % des habitants utilisent un véhicule personnel ou de fonction à quatre roues, 4,7 % les transports en commun, 1,8 % s'y rendent en deux-roues, à vélo ou à pied et 1,8 % n'ont pas besoin de transport (travail au domicile).

### Activités hors agriculture

#### Secteurs d'activités
22 établissements sont implantés  à Laurabuc au 31 décembre 2019. Le tableau ci-dessous en détaille le nombre par secteur d'activité et compare les ratios avec ceux du département,. Le secteur du commerce de gros et de détail, des transports, de l'hébergement et de la restauration est prépondérant sur la commune puisqu'il représente 45,5 % du nombre total d'établissements de la commune (10 sur les 22 entreprises implantées  à Laurabuc), contre 32,3 % au niveau départemental.

#### Entreprises
L'économie de la commune est essentiellement basée sur l'agriculture (céréales : maïs, blé, tournesol…).

### Agriculture
|               | 1988  | 2000 | 2010 | 2020 |
| ------------- | ----- | ---- | ---- | ---- |
| Exploitations | 44    | 12   | 10   | 4    |
| SAU (ha)      | 1 692 | 647  | 474  | 397  |

La commune est dans le Lauragais, une petite région agricole occupant le nord-ouest du département de l'Aude,. En 2020, l'orientation technico-économique de l'agriculture  sur la commune est la polyculture et/ou le polyélevage. Quatre exploitations agricoles ayant leur siège dans la commune sont dénombrées lors du recensement agricole de 2020 (douze en 1988). La superficie agricole utilisée est de 397 ha,,.

### Enseignement
Laurabuc fait partie de l'académie de Montpellier.

### Activités sportives
Chasse, pétanque, randonnée pédestre,

## Culture locale et patrimoine

### Lieux et monuments
- Calvaire (milieu du XIXe siècle) restauré depuis 1990.

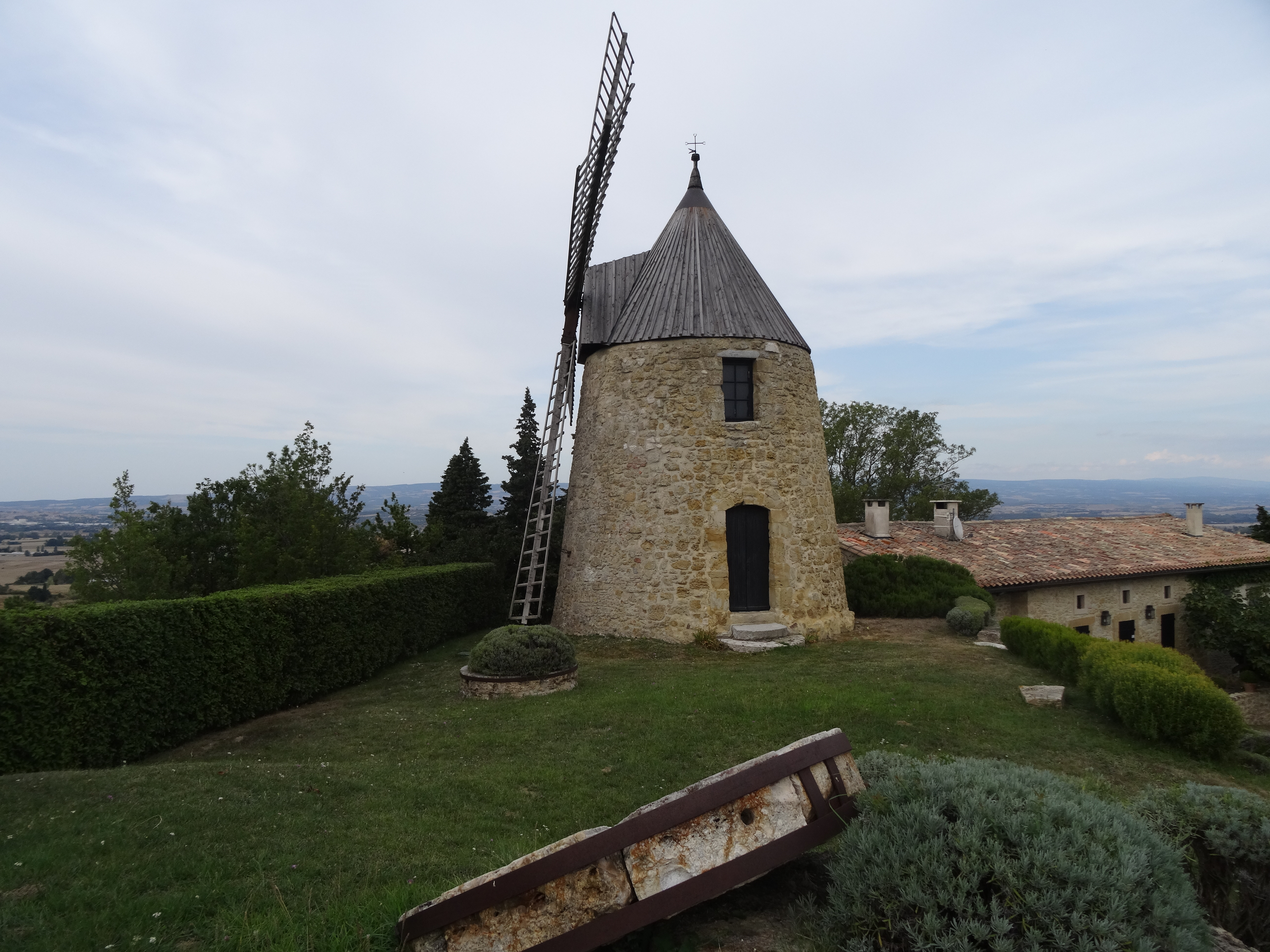
Moulin de Saint-Jean.

- Église Saint-Pierre-et-Saint-Paul de Laurabuc : de style roman, qui occupe une partie de l'ancienne forteresse dominant le village. Le clocher a été ajouté à l'édifice en 1860. Sur la place devant l'église, croix de mission de 1841. Ancienne porte de la fortification au pied de l'église.
- Chapelle du calvaire de Laurabuc.
- Moulin à vent.

### Héraldique
| Blason de Laurabuc | Blason  | D'argent aux deux pointes d'azur posées en chevron. |
| Blason de Laurabuc | Détails | Le statut officiel du blason reste à déterminer.    |